# Sara Josephine Baker

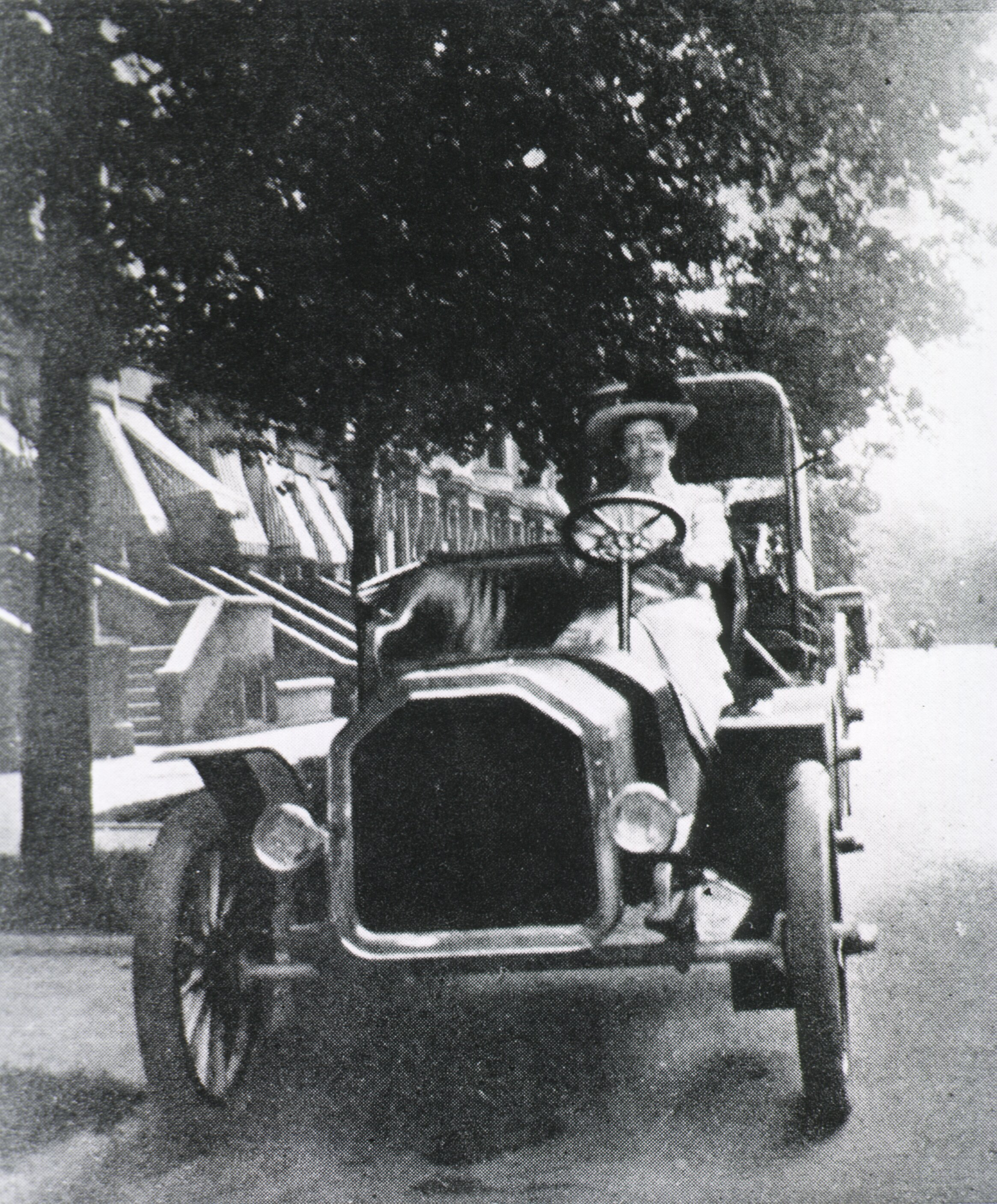
Sara Josephine Baker

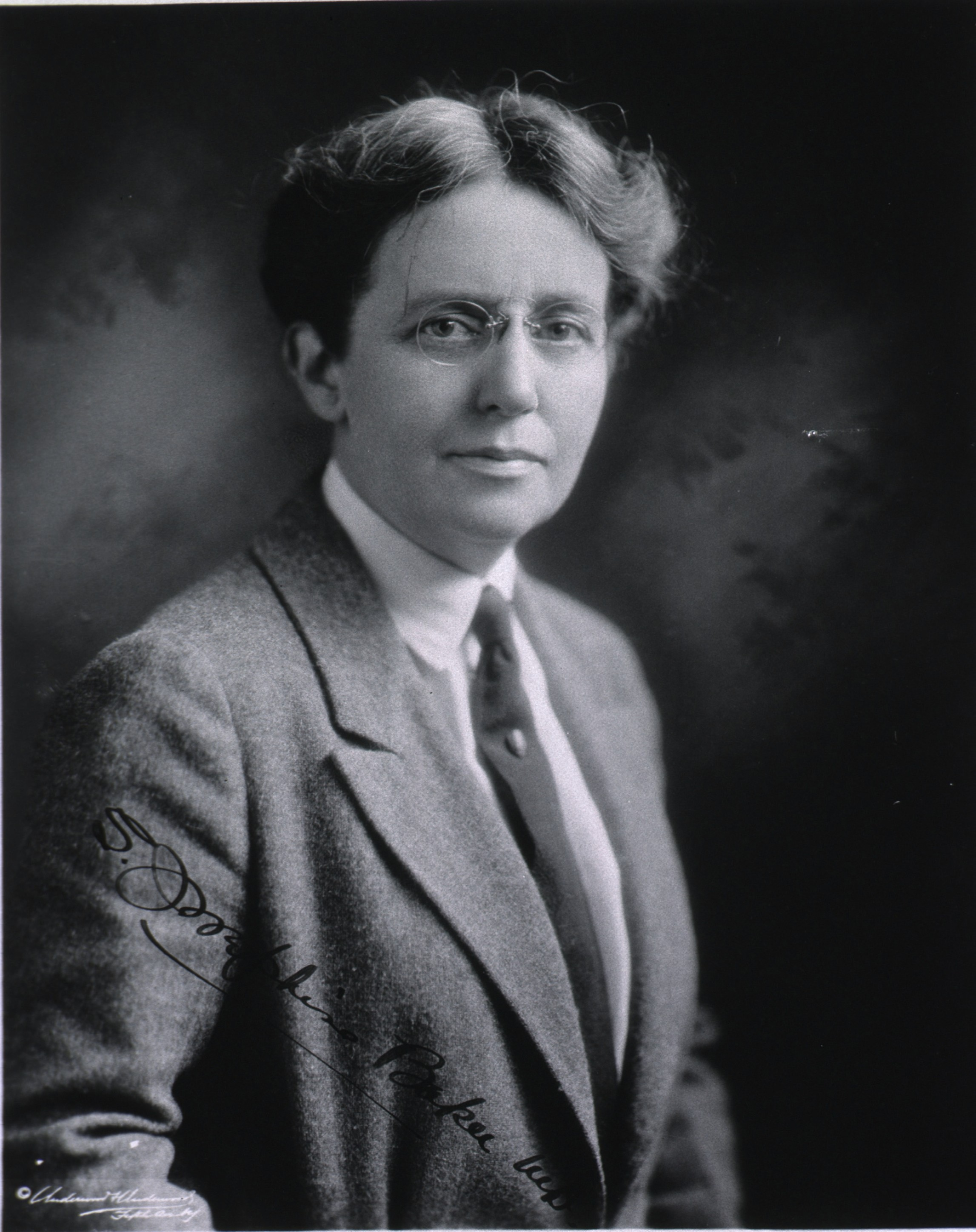
S Josephine Baker, 1922

Sara Josephine Baker (* 15. November 1873 in Poughkeepsie, New York (Bundesstaat), USA; † 22. Februar 1945 in New York City, USA) war eine US-amerikanische Ärztin und erste Direktorin des New Yorker Bureau of Child Hygiene.

## Leben und Werk
Baker war die Tochter von Jenny Harwood Brown und von dem Anwalt Orlando Daniel Mosher Baker. Nach einem Jahr Vorbereitungskurs in allgemeinen Fächern studierte Baker ab 1894 am Women’s Medical College der New York Infirmary, einer 1868 von Elizabeth Blackwell und Emily Blackwell gegründete Institution, der einzigen medizinischen Fakultät für Frauen im Staat. Sie erhielt eine intensive medizinische Ausbildung bei den Ärztinnen Mary Corinna Putnam Jacobi, Annie Sturges Daniel, Martha Wollstein und Emily Blackwell. Nach ihrem Abschluss begann sie 1898 ein einjähriges Praktikum am New England Hospital for Women and Children in Boston. 1899 eröffnete sie zusammen mit ihrer Kollegin und Freundin Florence Laighton eine Privatpraxis in New York City, die sie 1914 wieder aufgaben. Baker wurde nach bestandener Dienstprüfung 1901 medizinische Inspektorin für das Gesundheitsministerium der Stadt New York. Bekannt als Dr. Joe, trug sie maskulin geschnittene Anzüge.

## Tätigkeit im Gesundheitswesen
1907 wurde sie Assistentin des Gesundheitskommissars und war für eine Reihe von Problemen zuständig, von der Impfung gegen Pocken über Hygiene bis hin zur Festnahme von Mary Mallon, die eine asymptomatische Trägerin der Krankheit Typhus war und als Köchin zahlreiche Menschen infiziert hatte. Schließlich konzentrierten sich ihre Interessen auf die Gesundheit von Säuglingen und Kindern und 1908 wurde sie zur Direktorin des Büros für Kinderhygiene des städtischen Gesundheitsministeriums ernannt, dem ersten Büro seiner Art in den Vereinigten Staaten.
Baker ging mit einem Team von 30 Krankenschwestern von Tür zu Tür und lehrte grundlegende Hygiene, Ernährung und Belüftung. Sie richtete kostenlose Milchstationen ein, entwickelte eine einfache Babynahrung, schuf Schulungen für ältere Kinder, die sich um jüngere Geschwister kümmern mussten. Sie entwickelte eine neue, vorne zu öffnende Babybekleidung und erfand eine Methode zum sicheren Verpacken und Verabreichen von Silbernitratlösung zur Vorbeugung von Blindheit bei der Geburt durch eine Gonorrhoe-Infektion. Hierzu verwendete sie kleine Behälter aus antibiotischem Bienenwachs, die jeweils eine Einzeldosis Silbernitrat enthielten, damit das Medikament in einer bekannten Konzentration blieb und nicht kontaminiert werden konnte. Durch Bakers Bemühungen sank die Säuglingsblindheit von 300 Babys pro Jahr auf 3 pro Jahr.
Sie richtete eine Milchstation ein, an der saubere Milch ausgegeben wurde. Kommerzielle Milch war zu dieser Zeit oft verunreinigt oder mit kalkhaltigem Wasser vermischt, um die Farbe zu verbessern und den Gewinn zu maximieren. Baker erfand auch eine Säuglingsnahrung aus Wasser, Calciumcarbonat, Laktose und Kuhmilch. Baker setzte sich dafür ein, Hebammen zu lizenzieren, um ein gewisses Maß an Qualität und Fachwissen bei der Geburt zu gewährleisten. Sie sorgte dafür, dass jede Schule einen eigenen Arzt und eine eigene Krankenschwester hatte und dass die Kinder routinemäßig untersucht wurden, so dass Kopfläuse und die Augeninfektion Trachom reduziert wurden.
Nach dem Eintritt der Vereinigten Staaten in den Ersten Weltkrieg wurde Baker noch bekannter. So wurde ihr eine Stelle als Gesundheitsdirektorin öffentlicher Schulen in London, eine Betreuungsstelle für Kriegsflüchtlinge in Frankreich und eine Stelle in den Vereinigten Staaten als Assistant Surgeon General angeboten.
Baker wurde so berühmt, dass die New York University Medical School sie bat, dort einen Vortrag über Kindergesundheit zu halten. Baker sagte unter der Bedingung zu, wenn sie sich in der Medical School einschreiben könnte. Die Schule lehnte sie zunächst ab, willigte aber ein, nachdem sie erfolglos nach einem männlichen Dozenten mit ihren Kenntnissen gesucht hatte. 1917 promovierte Baker als erste Frau in Public Health an der New York University and Bellevue Hospital Medical College (später New York University School of Medicine).
Viele Regierungsposten, Abteilungen und Ausschüsse wurden aufgrund ihrer Arbeit geschaffen, darunter das Bundesamt für Kinder und öffentliche Gesundheitsdienste und die Abteilungen für Kinderhygiene in jedem Bundesstaat. Als Baker 1923 in den Ruhestand ging, hatte New York City die niedrigste Kindersterblichkeitsrate aller amerikanischen Großstädte.

## Weitere Aktivitäten
Baker war die erste Frau, die eine Vertreterin des Völkerbundes war, als sie von 1922 bis 1924 im Gesundheitsausschuss der Vereinigten Staaten tätig war. Sie war auch in vielen Gruppen und in über 25 medizinische Gesellschaften aktiv, so war sie u. a. Präsidentin der American Medical Women’s Association und schrieb vier Bücher, eine Autobiographie und veröffentlichte über 200 Artikel.
Während sie in New York lebte, wurde sie in der Wahlrechtsbewegung aktiv und nahm an der ersten Wahlrechtsparade auf der Fifth Avenue teil. Sie war Mitglied der Delegation, die Woodrow Wilson im Weißen Haus besuchte, um seine offizielle Billigung des Neunzehnten Zusatzartikels zu erhalten. Sie trat später in den Frauendiskussionsclub Heterodoxy ein, der einen so radikalen Ruf hatte, dass der Standort jede Woche wechseln musste, um staatliche Kontrolle zu vermeiden.
Baker verbrachte einen Großteil ihres späteren Lebens mit der australischen Schriftstellerin I. A. R. Wylie. Als Baker 1923 in den Ruhestand ging, schrieb sie ihre Autobiografie Fighting For Life. 1935 und vier Jahre vor der Veröffentlichung ihrer Autobiografie zogen Baker und Wylie mit ihrer Freundin, der Ärztin Louise Pearce, auf die Trevenna Farm in New Jersey. Abgesehen von ihren Memoiren ist wenig über Bakers Leben bekannt, da sie alle ihre persönlichen Papiere vernichtet zu haben scheint.
Baker starb 1945 in New York City an Krebs.

## Veröffentlichungen (Auswahl)
- 1939: Fighting for Life. Reprint edición. NYRB Classics, 2013, ISBN 978-1-59017-706-8.
- Healthy Children: A volume devoted to the health of the growing child. The Federal Publishing Co., 1920.
- A Child Health Survey of New York State; an inquiry into the measures being taken in the different counties for conserving the health of children. New York state league of women voters, 1922.
- The Growing Child. Little, Brown, and Co., 1923.